# アントニオ・テッラノヴァ
アントニオ・テッラノヴァは、イタリアの都市計画家、都市研究者。母校ローマ大学で現代建築論と建築計画学を教える。1942年、ローマ市生まれ。
1968年、ローマ大学建築学部卒業。ルドヴィコ・クアローニに師事。その後『di architettura e di urbanisticaa』を共同編集。またローマ市の「計画プロジェクト都市」委員会、「ゴモラ大都市の地域と文化」委員会のそれぞれの会員。ANCASA技術部門で監事をつとめる。